# Móstoles Club de Fútbol
Móstoles Club de Fútbol, anteriormente Unión Deportivo Móstoles, es un equipo de fútbol español localizado en Móstoles, Madrid. Fue fundado en 2005 y disputa los partidos como local en el campo de fútbol Andrés Torrejón.
Además del fútbol, el club también cuenta con la sección deportiva de rugby.

## Historia
Fundado en 2005 después de «hacerse con la licencia federativa del Unión Deportivo Móstoles», un club que para esa fecha ya había terminado su ciclo deportivo en la segunda regional. El 10 de junio de 2013, fue renombrado a Móstoles Club de Fútbol por Antonio del Cerro Martín, expresidente del C. D. Móstoles. Antonio del Cerro fue uno de los impulsores del Móstoles C. F, siendo uno de los fundadores y presidente del club en 2013, después de la desaparición del C. D. Móstoles en 2012. El máximo dirigente deportivo murió en octubre de 2020, siendo reemplazado por Antonio Gómez.
En la temporada 2016-17, el club inició varios proyectos deportivos, uno de ellos fue la incorporación de la sección deportiva de rugby, después de llegar a un acuerdo con el Club de Rugby Jabatos de Móstoles. Esta nueva sección está conformada por un equipo masculino y otro femenino y compite en distintos torneos. Además, el club se fusionó con otro equipo local llamado Club Ciudad de Móstoles, con lo que pasó a tener hasta 500 deportistas en todas sus secciones deportivas.
En la temporada 2019-20 el equipo quedó líder de su grupo en la Preferente, logrando ascender a tercera división después de haber alcanzado 55 puntos en el Grupo II, también obtuvo un cupo para disputar la Copa del Rey al proclamarse campeón de la Copa Campeones de Preferente de Madrid ante la A. D. Complutense Alcalá, que había logrado el campeonato del otro grupo de la categoría.

## Estadio
El equipo disputaba sus partidos en el estadio municipal de El Soto. Sin embargo, desde mediados del mes de febrero de 2021, el club llegó a un acuerdo con el Club Deportivo Móstoles U.R.J.C. para dejar de disputar sus encuentros en dicho estadio. Desde entonces hace las veces de local en el campo de fútbol Andrés Torrejón.

## Temporadas

### U. D. Móstoles
| Temporada | Nivel | División | Posición | Copa del Rey |
| --------- | ----- | -------- | -------- | ------------ |
| 2006–07   | 8     | 3.ª Aut. | 15°      |              |
| 2007–08   | 8     | 3.ª Aut. | 15°      |              |
| 2008–09   | 8     | 3.ª Aut. | 6°       |              |
| 2009–10   | 8     | 3.ª Aut. | 10°      |              |
| 2010–11   | 8     | 3.ª Aut. | 4°       |              |
| 2011–12   | 8     | 3.ª Aut. | 1°       |              |
| 2012–13   | 7     | 2.ª Aut. | 15°      |              |

### Móstoles C. F.
| Temporada | Nivel | División         | Posición   | Copa del Rey |
| --------- | ----- | ---------------- | ---------- | ------------ |
| 2013–14   | 7     | 2.ª Aut.         | 1°         |              |
| 2014–15   | 6     | 1.ª Aut.         | 7°         |              |
| 2015–16   | 6     | 1.ª Aut.         | 6°         |              |
| 2016–17   | 6     | 1.ª Aut.         | 10°        |              |
| 2017–18   | 6     | 1.ª Aut.         | 1°         |              |
| 2018–19   | 5     | Pref. Aut.       | 4°         |              |
| 2019–20   | 5     | Pref. Aut.       | 1°         |              |
| 2020–21   | 4     | Tercera división | 10.º / 8.º | Preliminar   |
| 2021–22   | 5     | Pref. Aut.       | 3°         |              |
| 2022–23   | 5     | Pref. Aut.       | 10°        |              |
| 2023–24   | 5     | Pref. Aut.       | 9°         |              |

## Participaciones en torneos y copas nacionales
- Temporada 2019-20: tercera división de España.
- Temporada 2020-21: Copa del Rey.

## Palmarés

### Campeonatos regionales
- Regional Preferente de Madrid (1): 2019-20 (Grupo 2).[11]
- Primera Regional de Madrid (1): 2017-18 (Grupo 4).[12]
- Segunda Regional de Madrid (1): 2013-14 (Grupo 8).[13]
- Tercera Regional de Madrid (1): 2011-12 (Grupo 12) (como U. D. Móstoles).[14]
- Copa de Campeones de Preferente de Madrid (1): 2019-20.[15]